# Robert Stewart, 1. Lord Lorne

Das Wappen des Robert Stewart, 1. Lord Lorne, verbindet die Wappenbilder der Familie Stewart und der feudalen Baronie Lorne

Robert Stewart, 1. Lord Lorne (* nach 1386; † 1449) war ein schottischer Adliger.

## Leben
Er war ein Sohn des Sir John Stewart of Innermeath and Lorne (vor 1367–1421) aus einer Nebenlinie des Clan Stewart, aus dessen 1386 geschlossener Ehe mit Isabella († 1439). Beim Tod seines Vaters erbte er 1421 einen wesentlichen Teil von dessen Ländereien, insbesondere die feudalen Baronien Innermeath in Perthshire und Lorne am Firth of Lorne in Argyllshire.
1421 war einer der Kommissare, die nach England reisten, um über die Freilassung des dort festgehaltenen schottischen Königs Jakob I. zu verhandeln, mit dem er entfernt verwandt war. Zwischen 1424 und 1429 war er eine der Geiseln, die den Engländern als Pfand für die Zahlung des Lösegelds für Jakob I. gestellt wurden. 1425 gehörte er zu den Adligen, die seinen Schwager, den ehemaligen Regenten Murdoch Stewart, 2. Duke of Albany, vor Gericht stellten und verurteilten.
Um 1438 wurde er als Lord Lorne zu einem Lord of Parliament erhoben und wurde dadurch Mitglied des schottischen Parlaments. Jedenfalls ist er als Zeuge in einer Urkunde vom 5. September 1439 erstmals als Lord Lorne belegt.

## Ehe und Nachkommen
1397 heiratete er Lady Joan Stewart, Tochter des Robert Stewart, 1. Duke of Albany (um 1340–1420) und der Margaret Graham, Countess of Menteith (um † 1390). Mit ihr hatte er mindestens sechs Kinder:
- John Stewart, 2. Lord Lorne († 1463);
- Walter Stewart, 3. Lord Lorne, 1. Lord Innermeath († 1489);
- Alan Stewart († um 1463);
- David Stewart;
- Robert Stewart;
- Agnes Stewart (um 1416–1477), ⚭ John Lindsay, 1. Lord Lindsay.